# Christa Böhme
Christa Böhme, geb. Christa Krefft (* 25. Dezember 1940 in Berlin; † 17. März 1991 ebenda) war eine deutsche Malerin und Graphikerin.

## Leben
Von 1958 bis 1961 studierte sie Grafik an der Meisterschule für das Kunsthandwerk in Berlin-Charlottenburg, von 1961 bis 1963 Malerei und Grafik an der Hochschule der Künste in West-Berlin. Nach einem kurzen Aufenthalt in Hamburg siedelte sie 1964 nach Ost-Berlin über, um den Maler Lothar Böhme zu heiraten. Sie wohnten in Berlin-Pankow, wo sie auch ein Atelier hatte und freischaffend arbeitete. 1966 wurde sie Mitglied im Verband Bildender Künstler der DDR. 1975 leitete sie einen Zeichenzirkel für Autodidakten im Berliner Otto-Nagel-Haus, der ab 1976 von ihrem Mann betreut wurde. 1977 unternahm sie eine Studienreise in die Sowjetunion und wurde 1977 bis 1980 Meisterschülerin an der Akademie der Künste bei Wilhelm Schmied, danach hatte sie ab 1980 einen Lehrauftrag an der Kunsthochschule Berlin-Weißensee und war sie wieder freischaffend in Berlin-Pankow tätig. Sie war bis 1990 Mitglied des Verbands Bildender Künstler der DDR und hatte eine große Zahl von Einzelausstellungen und Ausstellungsbeteiligungen, u. a. 1977/1978 an der VIII. Kunstausstellung der DDR in Dresden und 1979 in West-Berlin an der Ausstellung Meisterschüler der Akademie stellen aus.
1981 reiste sie mit Lothar Böhme nach München, 1985 mit der Galeristin Inga Kondeyne und Klaus Roenspieß nach Leningrad. Christa Böhme nahm sich im März 1991 das Leben.
Danach gaben Peter Röske und Ekkehard Hellwich in der Berliner Graphikpresse die Graphikmappe In Memoriam Christa Böhme heraus.

## Künstlerisches Schaffen
Ihr künstlerisches Werk entwickelte sich abseits des offiziellen Kunstbetriebs. Sie stand in freundschaftlichem Kontakt mit Hans Brosch (* 1943), Manfred Böttcher, Dieter Goltzsche, Brigitte Handschick, Wolfgang Leber, Harald Metzkes, Klaus Roenspieß, Roger David Servaes und Hans Vent, die ebenso wie sie selbst und ihr Mann, Brigitte Handschick, Brigitte Fugmann und Wolfgang Leber zur Berliner Schule gehörten, einem Kreis befreundeter Künstler mit gemeinsamen bildnerischen Auffassungen, die in Opposition zu dem geforderten sozialistischen Realismus standen. Viele Künstler dieser Generation verweigerten sich weitgehend dem offiziellen Kunstbetrieb. Der von Lothar Lang geprägte Begriff Berliner Schule „stand für einen dem Alltagspolitischen, den Ideologien abgewandte kultivierte Malkultur, für sinnliche Reflexion, konsequente Innerlichkeit, in der es nur um Kunst ging“, „die sich sozialistischen Realismus-Dogmen und agitatorischer Kunst“ widersetzte. Prägend für den Künstlerkreis war die Klassische Moderne, besonders das Werk von Paul Cézanne. „Die erneute Formulierung der klassischen Genres Akt und Portrait, Interieur und Stillleben, Mensch und Stadt verband die Künstler miteinander und gab ihnen in ihrem Bemühen, abseits des offiziellen Kunstbetriebes nur den Gesetzen der Kunst verpflichtet zu sein, Glaubwürdigkeit“.
Christa Böhme, „deren Interieurs, Stillleben und fast magischen, introvertierten Porträts aus strengschönen, rhyhtmischen und wie durchsichtigen Farbstrukturen bestehen“, wählte „mit ihren Motiven lieber das Arkadische, Mythologische: ortlose Landschaften, Interieurs, stille, unaufgeregte Gefilde“. Ihr „Werk zählte zu jenen in sich geschlossenen Œuvre, die sich der öffentlichen Aufmerksamkeit gleich doppelt entzogen, weil sie sich auf keine andere Weise am sozialen Umfeld definierten als durch die Bestimmung des Eigenen. Ihr Werk ist nicht erzählerisch, hat sich von den Bedingungen seiner Entstehung völlig gelöst und will nichts anders sein als Kunst.“ (Matthias Flügge, Katalog zur Ausstellung „Christa Böhme“, Akademie der Künste, 1994).

## Fotografische Darstellung Christa Böhmes
- Christian Borchert: Die Malerin Christa Böhme vor einem ihrer Werke (1983)[7]

## Werke (Auswahl)
- Pankower Bahndamm (1972, Mischtechnik, 79 × 100 cm; Kunstsammlung Pankow)[8]
- Selbstporträt mit Interieur (1977, Öl, 70 × 59 cm; Kunstsammlung Pankow)[9]
- Stillleben (um 1977, Öl; auf der VIII. Kunstausstellung der DDR)[10]
- Landschaft (1978, Öl, 68,5 × 88 cm; Kunstsammlung Pankow)[11]
- Hommage à Otto Niemeyer-Holstein (1991, Kaltnadelradierung)[12]

## Postume Ausstellungen
- 1994: Berlin, Akademie der Künste
- 1995/1996: Berlin, Galerie im Turm[13]
- 1998: Berlin, Galerie am Prater[14]
- 2011: Berlin, Galerie Pankow (Bilder, Zeichnungen und einige ihrer Hauptwerke)
- 2017: Cottbus, dkw – Kunstmuseum Dieselkraftwerk Cottbus (mit Lothar Böhme)[15]
- 2018: Berlin, Inselgalerie („Wieder im Licht III“, mit  Brigitte Fugmann und Brigitte Handschick)[4][1][16]